# Amorong
Der Amorong ist der einzige Vulkan einer Kette von kleinen trachyandesitischen Lavadomen am Nordende der philippinischen Insel Luzon, welcher Aktivität in Form von Solfataren zeigt. Das Alter des Vulkankomplexes wurde mittels der Kalium-Argon-Datierung auf etwa 1,14 Millionen Jahre bestimmt.

## Quelle
- Amorong im Global Volcanism Program der Smithsonian Institution (englisch)